# Tanate
Tanate är en ort i Mexiko.   Den ligger i kommunen Chenalhó och delstaten Chiapas, i den sydöstra delen av landet, 800 km öster om huvudstaden Mexico City. Tanate ligger 1 291 meter över havet och antalet invånare är 277.
Terrängen runt Tanate är huvudsakligen kuperad, men åt nordost är den bergig. Runt Tanate är det tätbefolkat, med 319 invånare per kvadratkilometer. Närmaste större samhälle är Pantelhó, 11,2 km norr om Tanate. I omgivningarna runt Tanate växer i huvudsak städsegrön lövskog.